# Малое Кошкино
Малое Кошкино — деревня в Рославльском районе Смоленской области России. Входит в состав Липовского сельского поселения. Население — 1 житель (2007 год). 
Расположена в южной части области в 16 км к юго-востоку от Рославля, в 4 км юго-западнее автодороги А141 Орёл — Витебск. В 8 км северо-восточнее деревни расположена железнодорожная станция Любестово на линии Рославль — Брянск. 

## История
В годы Великой Отечественной войны деревня была оккупирована гитлеровскими войсками в августе 1941 года, освобождена в сентябре 1943 года.